# Klein Gartz
Klein Gartz ist eine Ortschaft und ein Ortsteil der Hansestadt Salzwedel im Altmarkkreis Salzwedel in Sachsen-Anhalt.

## Geographie
Das altmärkische Dorf Klein Gartz ist ein Straßenangerdorf, das durch eine reihendorfartige Anlage von Nordwesten nach Nordosten stark erweitert wurde. Klein Gartz liegt 12 Kilometer südöstlich von Salzwedel. Nordwestlich liegt der Bitzlebener Wald, auf der topographischen Karte im Sachsen-Anhalt-Viewer irrtümlich als „Ritzlebener Wald“ bezeichnet. Nachbarorte sind Pretzier, Ritzleben, Vissum, Ortwinkel und Königstedt.

## Geschichte

### Mittelalter bis Neuzeit
Im Jahre 1290 überließ Graf Bernhard von Dannenberg zwei Höfe in Gardiss an Heinrich von Danneberg. Weitere Nennungen sind: 1291 in villa Gardiz, 1318 In villa Gardisse, 1336 in villa Gardyze, 1346 garditz. Der Name ville Groten Gardes erscheint 1350 in einer Urkunde. Danach heißt es 1358 Gartze im Lande tho Soltwedel und 1362 to Gardize. Im Landbuch der Mark Brandenburg von 1375 wird der Ort als Gartz aufgeführt. Zum Dorf gehörten 28 Zinshufen, davon wüste 2 Hufen, ein Schulze, ein Schmied und ein Kossat, 1 Hof war wüst. Im Jahr 1804 hieß das Dorf schließlich Klein Gartz.

### Unterscheidung Klein-, Groß Gartz und Groß Garz
Der Historiker Peter P. Rohrlach schreibt: „Die Belege für die Orte Groß und Klein Gar(t)z in der Altmark lassen sich ziemlich sicher trennen, da Groß Garz und Klein Garz bei Seehausen durchgehend der Familie von Jagow gehörten. Betrachtet man dann die Belege für das heutige Klein Gartz bei Salzwedel, so fällt auf, daß kein einziger älterer Beleg den Zusatz »Klein« enthält; nach gegenwärtiger Kenntnis erscheint erstmals 1593 diese Ergänzung in einer Urkunde im Erbregister Salzwedel.“ Weiter schreibt er: „Möglicherweise hatte sich die Bezeichnung Klein für das ursprüngliche Groß Gartz bei Salzwedel seit dem Ende des 16. Jahrhunderts zur Unterscheidung von dem in der Tat größeren Groß Garz bei Seehausen durchgesetzt.“

### Wüstung Bißleben
Einen Kilometer nordwestlich von Klein Gartz im Bitzlebener Wald liegt die Wüstung des Dorfes Bißleben, welches 1255 in einer Urkunde als Bitseleue erstmals genannt wurde. Im Gemeindelexikon 1898 heißt der Ort Bißleben. Im Jahre 1904 wurde die wüste Feldmark von der Herrschaft Wolfsburg an mehrere Bauern in Klein Gartz und Pretzier verkauft.

### Eingemeindungen
Ursprünglich gehörte das Dorf zum Arendseeischen Kreis der Mark Brandenburg in der Altmark. Zwischen 1807 und 1813 lag es im Landkanton Salzwedel auf dem Territorium des napoleonischen Königreichs Westphalen. Ab 1816 gehörte die Gemeinde zum Kreis Salzwedel, dem späteren Landkreis Salzwedel.
Sie kam am 25. Juli 1952 zum neu errichteten Kreis Salzwedel im Bezirk Magdeburg. Nach dessen Auflösung gehörte die Gemeinde seit dem 1. Juli 1994 zum Altmarkkreis Salzwedel.
Bis Ende 2009 war Klein Gartz eine eigenständige Gemeinde und Mitglied der Verwaltungsgemeinschaft Salzwedel-Land.
Durch einen Gebietsänderungsvertrag beschloss der Gemeinderat der Gemeinde Klein Gartz am 28. Januar 2009, dass die Gemeinde Klein Gartz in die Hansestadt Salzwedel eingemeindet wird. Dieser Vertrag wurde vom Landkreis als unterer Kommunalaufsichtsbehörde genehmigt und trat am 1. Januar 2010 in Kraft.
Nach Eingemeindung der bisher selbstständigen Gemeinde Klein Gartz wurde Klein Gartz Ortsteil der Hansestadt Salzwedel. Für die eingemeindete Gemeinde wurde die Ortschaftsverfassung nach den §§ 86 ff. Gemeindeordnung Sachsen-Anhalt eingeführt. Die eingemeindete Gemeinde Klein Gartz und künftiger Ortsteil Klein Gartz wurde zur Ortschaft der aufnehmenden Hansestadt Salzwedel. In der eingemeindeten Gemeinde und nunmehrigen Ortschaft Klein Gartz wurde ein Ortschaftsrat mit fünf Mitgliedern einschließlich Ortsbürgermeister gebildet.

### Einwohnerentwicklung

#### Gemeinde
| Jahr | Einwohner |
| ---- | --------- |
| 1734 | 127       |
| 1772 | 100       |
| 1789 | 111       |
| 1798 | 134       |
| 1801 | 112       |
| 1818 | 124       |
| 1840 | 204       |
| 1864 | 242       |
| 1871 | 260       |
| 1885 | [00]233   |
| 1892 | [00]227   |

| Jahr | Einwohner |
| ---- | --------- |
| 1895 | 222       |
| 1900 | [00]231   |
| 1905 | 235       |
| 1910 | [00]258   |
| 1925 | 271       |
| 1939 | 264       |
| 1946 | 416       |
| 1964 | 310       |
| 1971 | 285       |
| 1981 | 231       |
| 1985 | [00]208   |

| Jahr | Einwohner |
| ---- | --------- |
| 1990 | [00]191   |
| 1993 | 189       |
| 1995 | [00]178   |
| 1996 | [00]182   |
| 2000 | [00]172   |
| 2005 | [00]177   |
| 2006 | [00]170   |
| 2007 | [00]173   |
| 2008 | [00]173   |
| 2009 | [00]172   |

Quelle, wenn nicht angegeben, bis 1993:

#### Ortsteil
| Jahr | Einwohner |
| ---- | --------- |
| 2010 | [00]171   |
| 2014 | [00]173   |
| 2015 | [00]168   |
| 2020 | [00]157   |
| 2021 | [00]147   |
| 2022 | [00]145   |
| 2023 | [0]142    |

## Religion
Die evangelische Kirchengemeinde Klein Gartz gehörte früher zur Pfarrei Klein Gartz. Die Evangelischen aus Klein Gartz werden heute betreut vom Pfarrbereich Salzwedel-St. Georg im Kirchenkreis Salzwedel im Bischofssprengel Magdeburg der Evangelischen Kirche in Mitteldeutschland.
Die historische Überlieferungen in Kirchenbüchern für Klein Gartz beginnen im Jahre 1631. Der bekannteste Pfarrer in Klein Gartz war Johann Christian Lüdeke. Er wirkte 1751 bis etwa 1800. In seinem Heft „Alt-Märckisches Oeconomisch-physicalisches Magazin“ beschreibt er, selbst auch Landwirt, die damalige Wirtschaftsweise in der Langstreifenflur.

## Politik

### Ortsbürgermeisterin
Gundula Schulz ist seit 2019 Ortsbürgermeisterin von Klein Gartz.
Hermann Meyer war davor Ortsbürgermeister. Er war letzter Bürgermeister der Gemeinde (2001–2010).

### Ortschaftsrat
Bei der Ortschaftsratswahl am 9. Juni 2024 errang die „Allgemeine Freie Wählergemeinschaft“ alle 5 Sitze, genau wie bei der Wahl 2019.
Es wurden nur Frauen gewählt. Von 128 Wahlberechtigten hatten 96 ihre Stimme abgegeben, die Wahlbeteiligung betrug damit 75,00 Prozent.

## Kultur und Sehenswürdigkeiten
- Die evangelische Dorfkirche Klein Gartz ist dreiteiliger Feldsteinbau aus dem 13. Jahrhundert.[29]
- Der Ortsfriedhof ist auf dem Kirchhof.
- An der Kirchenmauer steht ein Denkmal für die Gefallenen des Ersten und Zweiten Weltkrieges.[30]

## Wirtschaft und Infrastruktur
Nördlich des Dorfes liegt das Segelfluggelände Salzwedel.